# Minamisanriku
Minamisanriku (南三陸町?, Minamisanriku-chō, letteralmente 'tre terre sud') è una cittadina del Giappone situata nel distretto di Motoyoshi e fa parte della prefettura di Miyagi. Venne formata il 1º ottobre 2005 dall'unione dei due centri di Shizugawa e Utatsu.

## Terremoto del Sendai
Minamisanriku è stato uno dei centri più colpiti dal terremoto di Sendai e dal successivo tsunami (2011). L'85% degli edifici risulta completamente distrutto ed il totale tra morti e dispersi è stato di circa 1.200 persone.
Il territorio dove sorge Minamisanriku, era già stato gravemente danneggiato dallo tsunami che seguì il Grande Terremoto Cileno del 1960 e c'erano voluti molti anni per ristabilire la normalità. Attualmente il governo cittadino ha approntato un piano decennale per la ricostruzione che prevede l'innalzamento di un grande muro di protezione dal mare delle attività commerciali e lo spostamento dei residenti sulle pendici delle colline attigue.
Si è calcolato che, a tutto il marzo del 2012, dei quasi 19.000 abitanti che popolavano il comune prima dello tsunami, oltre ai morti ed ai dispersi ve ne fossero ancora 2.000 nei centri di accoglienza situati fuori dai confini comunali, mentre altri 1.000 si erano definitivamente trasferiti altrove. La maggior parte dei cittadini rimasti si trovava ancora nelle abitazioni temporanee di emergenza; il disagio che ne seguiva ed il pessimismo sulla ricostruzione spingeva altri disastrati a meditare sulla possibilità di andarsene. In quest'area del paese l'emigrazione era un fenomeno esistente anche prima del disastro.
L'economia degli abitanti si reggeva sulla pesca, ma il 90% delle imbarcazioni è andato perso con lo tsunami, e il conseguente inquinamento del mare causato dalle radiazioni dei disastrati impianti nucleari di Fukushima Dai-ichi, ha distrutto il settore. I pescatori hanno cercato di consorziarsi per disporre comunitariamente del ridotto equipaggiamento lasciato dallo tsunami.